# 维利亚诺-达斯蒂
维利亚诺-达斯蒂（義大利語：Vigliano d'Asti），是意大利阿斯蒂省的一个市镇。总面积6.66平方公里，人口872人，人口密度130.9人/平方公里（2009年）。ISTAT代码为005116。